# 雪松
雪松，又称香柏或香柏木，是松科雪松屬（学名：Cedrus）植物的统称。由於球果形狀相似，與杉樹最為接近。原產於喜马拉雅山脈海拔1,500－3,200公尺的地帶和地中海沿岸1,000－2,200公尺的地帶。

## 一般特徵
樹高40－50公尺（也有高60公尺的），木材帶具刺激性的樹脂香味，樹皮粗糙、有脊狀突出，樹枝扁平。幼芽分為長（形成樹枝，樹葉獨立地以開放螺旋葉序出現）、短（樹葉多長於其上，呈密集螺旋叢生狀）兩類。葉子常綠，呈針狀，長8－60公厘，葉色由亮草綠色到藍綠色都有，視乎防止水份蒸發的蠟質層厚度而定。球果呈桶狀，長6－12公分，像杉樹弓樣在成熟時釋出長10－15公厘的帶翅（長20－30公厘）種子。內有2－3腺體，能分泌樹脂阻止松鼠侵襲。球果需一年時間成熟，每年9－10月受粉，翌年種子成熟。此樹是某些鱗翅目幼蟲的食物。

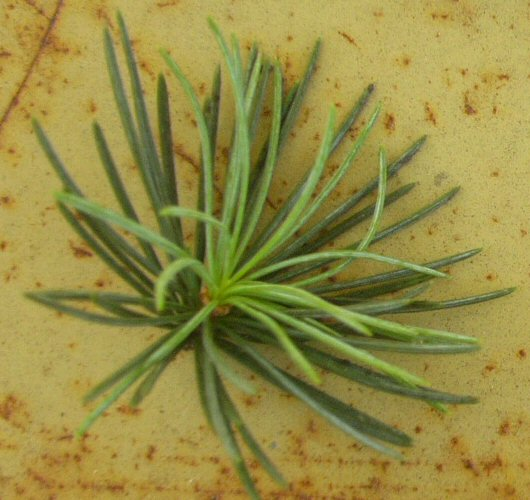
一束雪松松針
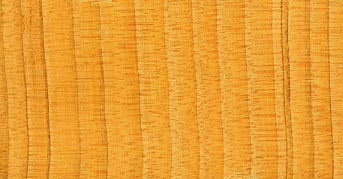
雪松不但有香氣，而且顏色和質地也很可人

## 分類
本屬分五類，屬二至四種（視不同分類而定）：
- 喜馬拉雅雪松 Cedrus deodara，分佈於西喜瑪拉雅山脈。葉色由亮綠到淺藍綠色，長25－60公厘，球果的鱗片上略有脊狀突出。
- 黎巴嫩雪松 Cedrus libani，分佈於由土耳其、黎巴嫩，西至摩洛哥，地中海沿岸的山區。葉色暗綠到藍綠色，長8－25公厘，球果鱗片平滑。下分四变种：
  - 黎巴嫩雪松 Cedrus libani var. libani 分佈於黎巴嫩、西敘利亞及土耳其中南部。葉色暗綠到藍綠色，長8－25公厘。
  - 土耳其雪松 Cedrus libani var. stenocoma，分佈於土耳其西南山區。葉色藍綠色，針長8－25公厘。
  - 塞浦路斯雪松 Cedrus libani var. brevifolia 或短葉雪松（Cedrus brevifolia），分佈於塞浦路斯山區。葉色藍綠色，針長8－20公厘。
  - 北非雪松、阿特拉斯雪松 Cedrus libani var. atlantica 或大西洋雪松（Cedrus atlantica），分佈於摩洛哥及阿爾及利亞阿特拉斯山脈。葉色暗綠到藍綠色，針長10－25公厘。

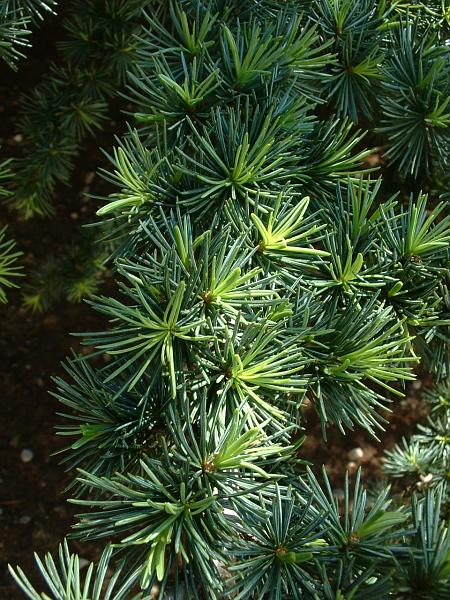
阿特拉斯雪松的葉叢
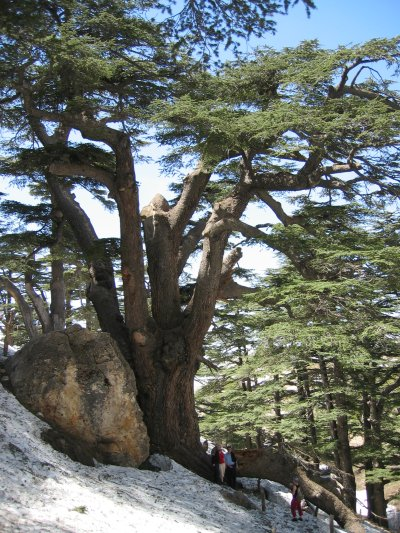
黎巴嫩雪松

## 名稱來源與誤用
屬名 Cedrus 來自希臘語 κέδρος（kédros）。此名在英語中常被誤用在其他有香氣木材的樹種上，包括柏科的翠柏屬（Calocedrus，"incense-cedars"）、刺柏屬（Juniperus，"Eastern Redcedar"，"Mountain-cedar"）、扁柏屬（Chamaecyparis）與崖柏屬（Thuja，"whitecedar"，"Western Redcedar"），杉科的日本柳杉屬（Cryptomeria，"Japanese cedar"），紅木科的洋椿屬（Cedrela，"Spanish-cedar"）及香椿屬（Toona，"Australian Redcedar"），以及檉柳科的檉柳（Tamarix，"Saltcedar"）。

## 用途

黎巴嫩國旗，以黎巴嫩雪松為主題圖案

雪松是廣受歡迎的裝飾用樹，在冬季溫度不低於攝氏−25度的溫帶地區（土耳其亞種可忍受至−30 °C的低溫）廣泛用作園林美化。它也因其抗腐的木材而被種植，當中最著名的例子是在所羅門王時代位於耶路撒冷的聖殿用上了它。腓尼基人的船隻也以此木建造。在土耳其大規模的植林計劃中，每年種下的樹苗有五千萬株之多。
在日常生活可代樟脑，置於衣櫥驅蟲。雪松亦可製成精油、線香，還能作為香水的配料。

## 引用和注释
1. ↑  http://onlinelibrary.wiley.com/doi/10.1111/j.1469-8137.2011.03862.x/pdf  Cenozoic extinctions account for the low diversity of extant gymnosperms compared with angiosperms 2011The Authors
New Phytologist

## 外部連結
- Arboretum de Villardebelle - cone photos （页面存档备份，存于）（卷到頁底）
- Arboretum de Villardebelle - Turkey （页面存档备份，存于） 野生土耳其雪松 Cedrus libani var. stenocoma 照片
- Gymnosperm Database - Cedrus （页面存档备份，存于）
- 雪松 Xuesong （页面存档备份，存于） 藥用植物圖像數據庫 (香港浸會大學中醫藥學院) （中文）（英文）
- 莽草酸 Shikimic acid （页面存档备份，存于） 中草藥化學圖像數據庫 (香港浸會大學中醫藥學院) （中文）（英文）
- Greuter, W., Burdet, H. M., & Long, G. (eds.), (1984). Med-Checklist – A critical inventory of vascular plants of the circum-mediterranean countries.
- The maturation and dispersal of cedar cones and seeds. International Dendrology Society Yearbook 1993: 43-46 (1994).
- Güner, A., Özhatay, N., Ekim, T., & Başer, K. H. C. (ed.). 2000. Flora of Turkey and the East Aegean Islands 11 (Supplement 2): 5-6. Edinburgh University Press. ISBN 0-7486-1409-5
- 图片 （页面存档备份，存于）